# 2009–2010-es síugró-világkupa
A Síugró-világkupa 2009–2010-es szezonja volt a 31. világkupa szezon a síugrás történetében. 2009. november 26-án vette kezdetét Kuusamóban, Finnországban és 2010. március 14-én ért véget a norvég Oslóban.
2009. október 22-én a Nemzetközi Síszövetség (FIS) bejelentette, hogy ennek a Világkupa idénynek a Bauhaus lesz a főszponzora.

## Módosítások a versenynaptárban
- 2009. november 27-én az FIS bejelentette, hogy a meleg időjárás és a hó hiánya miatt a 2009. december 5-6-i versenyeknek Trondheim helyett Lillehammer ad otthont.
- 2009. december 4-én az FIS bejelentette, hogy a meleg időjárás és a hó hiánya miatt a 2009. december 12-13-án harrachovi versenyek elmaradnak. A december 6-i álláspont szerint elképzelhető, hogy egy síugró és egy északi összetett világkupa versenyt sikerül megrendezni december 15-16-án. 2009. december 8-án bejelentették, hogy az egyik harrachovi versenyszámot  december 18-án Engelbergben rendezik meg.

## Egyéni világkupa
- A sárgával jelölt versenyző volt a Síugró-világkupa-összetett első helyezettje a verseny idején és viselte a sárga trikót.

### Kuusamo
HS142
2009. november 28.
- Gregor Schlierenzauer, a címvédő viselte a sárga trikót.

| Hely | Név                   | Nemzetiség  | 1. (m) | 2. (m) | Pontszám | Összetett VK pontszám (Helyezés) |
| ---- | --------------------- | ----------- | ------ | ------ | -------- | -------------------------------- |
| 1.   | Bjoern Einar Romoeren | Norvégia    | 139,5  | 139,0  | 299,8    | 100 (1.)                         |
| 2.   | Pascal Bodmer         | Németország | 133,0  | 141,0  | 290,7    | 080 (2.)                         |
| 3.   | Wolfgang Loitzl       | Ausztria    | 136,5  | 136,5  | 290,4    | 060 (3.)                         |
| 4.   | Michael Uhrmann       | Németország | 138,0  | 135,0  | 289,4    | 050 (4.)                         |
| 5.   | Anders Jacobsen       | Norvégia    | 130,0  | 140,5  | 283,4    | 045 (5.)                         |

### Lillehammer
HS140
2009. december 5.
- Bjoern Einar Romoeren viselte a sárga trikót.

| Hely | Név                   | Nemzetiség    | 1. (m) | 2. (m) | Pontszám | Összetett VK pontszám (Helyezés) |
| ---- | --------------------- | ------------- | ------ | ------ | -------- | -------------------------------- |
| 1.   | Gregor Schlierenzauer | Ausztria      | 125,5  | 141,0  | 268,9    | 112 (2.)                         |
| 2.   | Thomas Morgenstern    | Ausztria      | 130,0  | 134,0  | 265,4    | 091 (5.)                         |
| 3.   | Adam Małysz           | Lengyelország | 127,5  | 134,5  | 259,8    | 060 (8.)                         |
| 4.   | Harri Olli            | Finnország    | 129,0  | 132,5  | 254,4    | 050 (9.)                         |
| 5.   | Robert Kranjec        | Szlovénia     | 129,0  | 130,5  | 252,8    | 046 (10.)                        |

HS140
2009. december 6.
- Bjoern Einar Romoeren viselte a sárga trikót.
- Simon Ammann 146,0 méterrel új sáncrekordot állított fel az első sorozatban.
- Az első sorozatban Gregor Schlierenzauer 150,5 métert ugrott, de a földet éréskor elesett, ezért nem számít sáncrekordnak.

| Hely | Név                   | Nemzetiség    | 1. (m) | 2. (m) | Pontszám | Összetett VK pontszám (Helyezés) |
| ---- | --------------------- | ------------- | ------ | ------ | -------- | -------------------------------- |
| 1.   | Simon Ammann          | Svájc         | 146,0  | 129,5  | 277,1    | 144 (2.)                         |
| 2.   | Harri Olli            | Finnország    | 142,0  | 126,0  | 267,6    | 130 (4.)                         |
| 3.   | Emmanuel Chedal       | Franciaország | 138,5  | 127,5  | 265,0    | 093 (9.)                         |
| 4.   | Gregor Schlierenzauer | Ausztria      | 150,5  | 127,0  | 258,2    | 162 (1.)                         |
| 5.   | Pascal Bodmer         | Németország   | 134,5  | 126,0  | 253,1    | 143 (3.)                         |

### Engelberg
HS137
2009. december 18.
- Ez a viadal helyettesítette az elmaradt harrachovi versenyeket.
- Gregor Schlierenzauer viselte a sárga trikót.

| Hely | Név                   | Nemzetiség | 1. (m) | 2. (m) | Pontszám | Összetett VK pontszám (Helyezés) |
| ---- | --------------------- | ---------- | ------ | ------ | -------- | -------------------------------- |
| 1.   | Simon Ammann          | Svájc      | 137,5  | 133,0  | 270,4    | 244 (1.)                         |
| 2.   | Gregor Schlierenzauer | Ausztria   | 136,5  | 132,5  | 268,2    | 242 (2.)                         |
| 3.   | Thomas Morgenstern    | Ausztria   | 132,5  | 125,0  | 243,5    | 161 (5.)                         |
| 4.   | Andreas Kofler        | Ausztria   | 132,5  | 126,0  | 243,3    | 166 (3.)                         |
| 5.   | Bjoern Einar Romoeren | Norvégia   | 129,5  | 128,0  | 241,5    | 159 (6.)                         |

HS137
2009. december 19.
- Simon Ammann viselte a sárga trikót.

| Hely | Név                   | Nemzetiség | 1. (m) | 2. (m) | Pontszám | Összetett VK pontszám (Helyezés) |
| ---- | --------------------- | ---------- | ------ | ------ | -------- | -------------------------------- |
| 1.   | Gregor Schlierenzauer | Ausztria   | 137,0  | 130,0  | 265,6    | 342 (1.)                         |
| 2.   | Simon Ammann          | Svájc      | 138,0  | 129,0  | 264,6    | 324 (2.)                         |
| 3.   | Andreas Kofler        | Ausztria   | 132,0  | 128,0  | 250,5    | 226 (3.)                         |
| 4.   | Wolfgang Loitzl       | Ausztria   | 128,0  | 131,0  | 248,7    | 169 (8.)                         |
| 5.   | Daiki Ito             | Japán      | 125,0  | 131,0  | 239,8    | 114 (11.)                        |

HS137
2009. december 20.
- Gregor Schlierenzauer viselte a sárga trikót.
- Az első sorozatban Simon Ammann beállította Janne Ahonen 2004-ben ugrott 141,0 méteres sáncrekordját.
- A második sorozatot az erős szél miatt törölték.

| Hely | Név                   | Nemzetiség  | 1. (m) | 2. (m) | Pontszám | Összetett VK pontszám (Helyezés) |
| ---- | --------------------- | ----------- | ------ | ------ | -------- | -------------------------------- |
| 1.   | Simon Ammann          | Svájc       | 141,0  |        | 144,8    | 424 (1.)                         |
| 2.   | Bjoern Einar Romoeren | Norvégia    | 138,0  |        | 140,4    | 279 (3.)                         |
| 3.   | Daiki Ito             | Japán       | 134,5  |        | 132,6    | 174 (9.)                         |
| 4.   | Andreas Kofler        | Ausztria    | 133,0  |        | 130,9    | 276 (4.)                         |
| 5.   | Michael Uhrmann       | Németország | 132,5  |        | 128,5    | 154 (11.)                        |

### Oberstdorf
HS137
2009. december 29.
- Simon Ammann viselte a sárga trikót.

| Hely | Név                | Nemzetiség | 1. (m) | 2. (m) | Pontszám | Összetett VK pontszám (Helyezés) |
| ---- | ------------------ | ---------- | ------ | ------ | -------- | -------------------------------- |
| 1.   | Andreas Kofler     | Ausztria   | 125,0  | 134,0  | 265,2    | 376 (3.)                         |
| 2.   | Janne Ahonen       | Finnország | 116,5  | 137,0  | 253,3    | 170 (11.)                        |
| 3.   | Thomas Morgenstern | Ausztria   | 124,5  | 126,5  | 250,3    | 293 (4.)                         |
| 4.   | Wolfgang Loitzl    | Ausztria   | 124,0  | 124,0  | 245,4    | 241 (6.)                         |
| 5.   | Simon Ammann       | Svájc      | 119,5  | 125,0  | 236,6    | 469 (1.)                         |

### Garmisch-Partenkirchen
HS140
2010. január 1.
- Simon Ammann viselte a sárga trikót.
- Simon Ammann 143,5 méterrel új sáncrekordot állított fel.

| Hely | Név                   | Nemzetiség | 1. (m) | 2. (m) | Pontszám | Összetett VK pontszám (Helyezés) |
| ---- | --------------------- | ---------- | ------ | ------ | -------- | -------------------------------- |
| 1.   | Gregor Schlierenzauer | Ausztria   | 136,5  | 137,5  | 277,7    | 511 (2.)                         |
| 2.   | Wolfgang Loitzl       | Ausztria   | 135,0  | 135,0  | 272,5    | 321 (5.)                         |
| 3.   | Simon Ammann          | Svájc      | 132,0  | 143,5  | 272,4    | 529 (1.)                         |
| 4.   | Andreas Kofler        | Ausztria   | 136,0  | 137,0  | 271,9    | 426 (3.)                         |
| 5.   | Anders Jacobsen       | Norvégia   | 136,0  | 134,0  | 269,5    | 127 (16.)                        |

### Innsbruck
HS130
2010. január 3.
- Simon Ammann viselte a sárga trikót.

| Hely | Név                   | Nemzetiség | 1. (m) | 2. (m) | Pontszám | Összetett VK pontszám (Helyezés) |
| ---- | --------------------- | ---------- | ------ | ------ | -------- | -------------------------------- |
| 1.   | Gregor Schlierenzauer | Ausztria   | 130,0  | 122,0  | 251,1    | 611 (1.)                         |
| 2.   | Simon Ammann          | Svájc      | 128,5  | 117,5  | 237,8    | 609 (2.)                         |
| 3.   | Janne Ahonen          | Finnország | 128,0  | 117,5  | 237,4    | 270 (7.)                         |
| 4.   | Andreas Kofler        | Ausztria   | 126,0  | 118,5  | 235,1    | 476 (3.)                         |
| 5.   | Anders Jacobsen       | Norvégia   | 126,5  | 117,0  | 234,3    | 172 (15.)                        |

### Bischofshofen
HS140
2010. január 6.
- Gregor Schlierenzauer viselte a sárga trikót.
- Andreas Kofler nyerte a Négysáncversenyt.

| Hely | Név                | Nemzetiség | 1. (m) | 2. (m) | Pontszám | Összetett VK pontszám (Helyezés) |
| ---- | ------------------ | ---------- | ------ | ------ | -------- | -------------------------------- |
| 1.   | Thomas Morgenstern | Ausztria   | 133,0  | 136,0  | 264,7    | 440 (4.)                         |
| 2.   | Janne Ahonen       | Finnország | 134,0  | 133,5  | 264,0    | 350 (7.)                         |
| 3.   | Simon Ammann       | Svájc      | 136,0  | 131,5  | 261,5    | 669 (1.)                         |
| 4.   | Wolfgang Loitzl    | Ausztria   | 130,5  | 135,0  | 260,9    | 411 (5.)                         |
| 5.   | Andreas Kofler     | Ausztria   | 129,0  | 133,5  | 255,0    | 521 (3.)                         |

### Tauplitz
HS200
2010. január 9.
- Simon Ammann viselte a sárga trikót.

| Hely | Név                   | Nemzetiség | 1. (m) | 2. (m) | Pontszám | Összetett VK pontszám (Helyezés) |
| ---- | --------------------- | ---------- | ------ | ------ | -------- | -------------------------------- |
| 1.   | Robert Kranjec        | Szlovénia  | 195,0  | 200,0  | 382,5    | 219 (13.)                        |
| 2.   | Simon Ammann          | Svájc      | 195,0  | 200,0  | 382,0    | 749 (1.)                         |
| 3.   | Martin Koch           | Ausztria   | 192,0  | 201,5  | 379,2    | 266 (10.)                        |
| 4.   | Antonin Hajek         | Csehország | 193,0  | 196,0  | 374,3    | 050 (34.)                        |
| 5.   | Gregor Schlierenzauer | Ausztria   | 192,5  | 193,0  | 372,1    | 696 (2.)                         |

HS200
2010. január 10.
- Simon Ammann viselte a sárga trikót.

| Hely | Név                   | Nemzetiség | 1. (m) | 2. (m) | Pontszám | Összetett VK pontszám (Helyezés) |
| ---- | --------------------- | ---------- | ------ | ------ | -------- | -------------------------------- |
| 1.   | Gregor Schlierenzauer | Ausztria   | 203,5  | 205,0  | 401,7    | 796 (1.)                         |
| 2.   | Robert Kranjec        | Szlovénia  | 198,5  | 204,5  | 392,6    | 299 (11.)                        |
| 3.   | Harri Olli            | Finnország | 199,5  | 200,5  | 388,0    | 298 (12.)                        |
| 4.   | Martin Koch           | Ausztria   | 199,5  | 200,0  | 386,4    | 316 (9.)                         |
| 5.   | Simon Ammann          | Svájc      | 196,0  | 195,0  | 376,7    | 794 (2.)                         |

### Szapporo
HS134
2010. január 16.
- Gregor Schlierenzauer nem utazott el a japán versenyekre.

| Hely | Név                 | Nemzetiség  | 1. (m) | 2. (m) | Pontszám | Összetett VK pontszám (Helyezés) |
| ---- | ------------------- | ----------- | ------ | ------ | -------- | -------------------------------- |
| 1.   | Thomas Morgenstern  | Ausztria    | 131,5  | 131,0  | 271,5    | 578 (4.)                         |
| 2.   | Andreas Wank        | Németország | 126,0  | 136,5  | 267,5    | 155 (19.)                        |
| 3.   | Daiki Ito           | Japán       | 133,0  | 128,0  | 266,3    | 284 (13.)                        |
| 4.   | Stefan Thurnbichler | Ausztria    | 123,5  | 135,5  | 264,2    | 127 (22.)                        |
| 5.   | Simon Ammann        | Svájc       | 128,5  | 127,0  | 258,4    | 839 (1.)                         |

HS134
2010. január 17.
- Simon Ammann viselte a sárga trikót.

| Hely | Név            | Nemzetiség  | 1. (m) | 2. (m) | Pontszám | Összetett VK pontszám (Helyezés) |
| ---- | -------------- | ----------- | ------ | ------ | -------- | -------------------------------- |
| 1.   | Simon Ammann   | Svájc       | 139,5  | 135,0  | 293,1    | 939 (1.)                         |
| 2.   | Kaszai Noriaki | Japán       | 131,0  | 123,0  | 255,7    | 264 (14.)                        |
| 3.   | Martin Koch    | Ausztria    | 136,0  | 119,5  | 255,4    | 408 (6.)                         |
| 4.   | Antonin Hajek  | Csehország  | 127,5  | 115,0  | 231,0    | 160 (20.)                        |
| 5.   | Andreas Wank   | Németország | 126,5  | 116,0  | 230,5    | 200 (19.)                        |

### Zakopane
HS134
2010. január 22.
- Simon Ammann viselte a sárga trikót.

| Hely | Név                   | Nemzetiség    | 1. (m) | 2. (m) | Pontszám | Összetett VK pontszám (Helyezés) |
| ---- | --------------------- | ------------- | ------ | ------ | -------- | -------------------------------- |
| 1.   | Gregor Schlierenzauer | Ausztria      | 138,0  | 133,0  | 289,8    | 896 (2.)                         |
| 2.   | Simon Ammann          | Svájc         | 136,0  | 131,0  | 278,1    | 1019 (1.)                        |
| 3.   | Thomas Morgenstern    | Ausztria      | 130,5  | 128,5  | 266,2    | 639 (3.)                         |
| 4.   | Wolfgang Loitzl       | Ausztria      | 132,5  | 126,0  | 265,8    | 533 (5.)                         |
| 5.   | Adam Małysz           | Lengyelország | 128,0  | 130,0  | 263,4    | 372 (9.)                         |

HS134
2010. január 23.
- Simon Ammann viselte a sárga trikót.
- Simon Ammann 140,5 méterrel új sáncrekordot állított fel az első sorozatban.

| Hely | Név                   | Nemzetiség    | 1. (m) | 2. (m) | Pontszám | Összetett VK pontszám (Helyezés) |
| ---- | --------------------- | ------------- | ------ | ------ | -------- | -------------------------------- |
| 1.   | Gregor Schlierenzauer | Ausztria      | 140,0  | 134,5  | 295,6    | 996 (2.)                         |
| 2.   | Simon Ammann          | Svájc         | 140,5  | 134,0  | 288,1    | 1099 (1.)                        |
| 3.   | Thomas Morgenstern    | Ausztria      | 133,5  | 130,5  | 276,2    | 699 (3.)                         |
| 4.   | Adam Małysz           | Lengyelország | 130,0  | 134,0  | 274,2    | 422 (8.)                         |
| 5.   | Andreas Kofler        | Ausztria      | 132,0  | 129,0  | 269,8    | 652 (4.)                         |

### Oberstdorf
HS213
2010. január 31.
- Simon Ammann viselte a sárga trikót.

| Hely | Név                 | Nemzetiség | 1. (m) | 2. (m) | Pontszám | Összetett VK pontszám (Helyezés) |
| ---- | ------------------- | ---------- | ------ | ------ | -------- | -------------------------------- |
| 1.   | Anders Jacobsen     | Norvégia   | 213,5  | 210,0  | 426,5    | 354 (11.)                        |
| 2.   | Robert Kranjec      | Szlovénia  | 202,5  | 214,0  | 418,1    | 412 (10.)                        |
| 3.   | Johan Remen Evensen | Norvégia   | 217,5  | 200,5  | 416,2    | 293 (16.)                        |
| 4.   | Simon Ammann        | Svájc      | 203,5  | 210,5  | 415,2    | 1149 (1.)                        |
| 5.   | Martin Koch         | Ausztria   | 200,0  | 209,5  | 406,7    | 453 (8.)                         |

### Klingenthal
HS140
2010. február 3.
- Simon Ammann viselte a sárga trikót.

| Hely | Név                   | Nemzetiség    | 1. (m) | 2. (m) | Pontszám | Összetett VK pontszám (Helyezés) |
| ---- | --------------------- | ------------- | ------ | ------ | -------- | -------------------------------- |
| 1.   | Simon Ammann          | Svájc         | 133,0  | 134,0  | 263,9    | 1249 (1.)                        |
| 2.   | Adam Małysz           | Lengyelország | 130,5  | 134,0  | 257,2    | 542 (6.)                         |
| 3.   | Gregor Schlierenzauer | Ausztria      | 129,0  | 129,5  | 245,4    | 1092 (2.)                        |
| 4.   | Wolfgang Loitzl       | Ausztria      | 126,0  | 130,0  | 241,2    | 641 (5.)                         |
| 5.   | David Zauner          | Ausztria      | 126,5  | 131,5  | 237,3    | 205 (20.)                        |

### Willingen
HS145
2010. február 6.
- A világkupa éllovasa, Simon Ammann nem vett részt ezen a versenyen.

| Hely | Név                   | Nemzetiség  | 1. (m) | 2. (m) | Pontszám | Összetett VK pontszám (Helyezés) |
| ---- | --------------------- | ----------- | ------ | ------ | -------- | -------------------------------- |
| 1.   | Gregor Schlierenzauer | Ausztria    | 142,5  | 137,5  | 273,7    | 1192 (2.)                        |
| 2.   | Anders Jacobsen       | Norvégia    | 139,0  | 138,5  | 269,0    | 470 (9.)                         |
| 3.   | Michael Neumayer      | Németország | 140,5  | 141,0  | 264,5    | 247 (20.)                        |
| 4.   | Thomas Morgenstern    | Ausztria    | 139,0  | 134,5  | 260,3    | 749 (3.)                         |
| 5.   | Tom Hilde             | Norvégia    | 138,0  | 139,0  | 260,2    | 140 (27.)                        |

### Lahti
HS130
2010. március 7.
- Simon Ammann viselte a sárga trikót.

| Hely | Név                   | Nemzetiség    | 1. (m) | 2. (m) | Pontszám | Összetett VK pontszám (Helyezés) |
| ---- | --------------------- | ------------- | ------ | ------ | -------- | -------------------------------- |
| 1.   | Simon Ammann          | Svájc         | 128,0  | 131,0  | 284,4    | 1349 (1.)                        |
| 2.   | Adam Małysz           | Lengyelország | 126,0  | 130,0  | 274,3    | 622 (6.)                         |
| 3.   | Thomas Morgenstern    | Ausztria      | 123,5  | 130,0  | 272,4    | 809 (3.)                         |
| 4.   | Gregor Schlierenzauer | Ausztria      | 124,0  | 127,0  | 264,9    | 1242 (2.)                        |
| 5.   | Wolfgang Loitzl       | Ausztria      | 120,5  | 126,5  | 255,5    | 686 (5.)                         |

### Kuopio
HS127
2010. március 9.
- Simon Ammann viselte a sárga trikót.

| Hely | Név                | Nemzetiség    | 1. (m) | 2. (m) | Pontszám | Összetett VK pontszám (Helyezés) |
| ---- | ------------------ | ------------- | ------ | ------ | -------- | -------------------------------- |
| 1.   | Simon Ammann       | Svájc         | 128,5  | 126,0  | 251,0    | 1449 (1.)                        |
| 2.   | Adam Małysz        | Lengyelország | 123,0  | 123,5  | 234,1    | 702 (6.)                         |
| 3.   | Anders Jacobsen    | Norvégia      | 121,0  | 126,5  | 233,9    | 530 (7.)                         |
| 4.   | Andreas Kofler     | Ausztria      | 120,0  | 117,5  | 219,6    | 793 (4.)                         |
| 5.   | Thomas Morgenstern | Ausztria      | 119,0  | 120,0  | 219,4    | 854 (3.)                         |

### Lillehammer
HS138
2010. március 12.
- Simon Ammann viselte a sárga trikót.
- Egy versennyel a vége előtt Simon Ammann megnyerte a 2009-2010-es Síugró Világkupát.

| Hely | Név                   | Nemzetiség    | 1. (m) | 2. (m) | Pontszám | Összetett VK pontszám (Helyezés) |
| ---- | --------------------- | ------------- | ------ | ------ | -------- | -------------------------------- |
| 1.   | Simon Ammann          | Svájc         | 135,0  | 133,5  | 274,5    | 1549 (1.)                        |
| 2.   | Gregor Schlierenzauer | Ausztria      | 132,0  | 132,5  | 271,4    | 1346 (2.)                        |
| 3.   | Adam Małysz           | Lengyelország | 135,5  | 127,5  | 265,9    | 762 (5.)                         |
| 4.   | David Zauner          | Ausztria      | 130,5  | 130,0  | 252,7    | 353 (15.)                        |
| 5.   | Thomas Morgenstern    | Ausztria      | 129,0  | 130,5  | 251,8    | 899 (3.)                         |

### Oslo
HS134
2010. március 14.
- Simon Ammann viselte a sárga trikót.
- Andreas Kofler 139,5 méterrel új sáncrekordot állított fel az első sorozatban.
- Simon Ammann nyerte az Északi-turnét.

| Hely | Név                | Nemzetiség    | 1. (m) | 2. (m) | Pontszám | Összetett VK pontszám (Helyezés) |
| ---- | ------------------ | ------------- | ------ | ------ | -------- | -------------------------------- |
| 1.   | Simon Ammann       | Svájc         | 135,5  | 124,5  | 267,7    | 1649 (1.)                        |
| 2.   | Adam Małysz        | Lengyelország | 128,5  | 136,5  | 258,7    | 842 (5.)                         |
| 3.   | Andreas Kofler     | Ausztria      | 139,5  | 116,0  | 251,5    | 893 (4.)                         |
| 4.   | David Zauner       | Ausztria      | 134,0  | 126,0  | 251,4    | 403 (13.)                        |
| 5.   | Thomas Morgenstern | Ausztria      | 130,0  | 118,5  | 246,8    | 944 (3.)                         |

### Összetett állás (az első 20)
| Hely | Versenyző             | 1   | 2   | 3   | 4 | 5 | 6   | 7   | 8   | 9   | 10  | 11  | 12  | 13  | 14  | 15  | 16  | 17  | 18  | 19  | 20  | 21  | 22  | 23  | 24  | 25  | Pont |
| ---- | --------------------- | --- | --- | --- | - | - | --- | --- | --- | --- | --- | --- | --- | --- | --- | --- | --- | --- | --- | --- | --- | --- | --- | --- | --- | --- | ---- |
| 1.   | Simon Ammann          | 22  | 22  | 100 |   |   | 100 | 80  | 100 | 45  | 60  | 80  | 60  | 80  | 45  | 45  | 100 | 80  | 80  | 50  | 100 |     | 100 | 100 | 100 | 100 | 1649 |
| 2.   | Gregor Schlierenzauer | 12  | 100 | 50  |   |   | 80  | 100 | 40  | 29  | 100 | 100 | 40  | 45  | 100 |     |     | 100 | 100 | 36  | 60  | 100 | 50  | 24  | 80  | 22  | 1368 |
| 3.   | Thomas Morgenstern    | 11  | 80  | 10  |   |   | 60  | 32  | 40  | 60  | 29  | 18  | 100 | 22  | 16  | 100 | 1   | 60  | 60  |     |     | 50  | 60  | 45  | 45  | 45  | 944  |
| 4.   | Andreas Kofler        | 36  | 40  | 40  |   |   | 50  | 60  | 50  | 100 | 50  | 50  | 45  | 40  | 26  |     |     | 20  | 45  |     | 40  | 29  | 22  | 50  | 40  | 60  | 893  |
| 5.   | Adam Małysz           |     | 60  | 32  |   |   | 22  | 8   | 32  | 32  | 24  | 36  | 13  | 36  | 32  |     |     | 45  | 50  | 40  | 80  |     | 80  | 80  | 60  | 80  | 842  |
| 6.   | Wolfgang Loitzl       | 60  | 36  | 9   |   |   | 14  | 50  | 22  | 50  | 80  | 40  | 50  | 32  | 40  |     |     | 50  | 32  | 26  | 50  |     | 45  | 29  | 16  | 29  | 760  |
| 7.   | Anders Jacobsen       | 45  | 0   | 0   |   |   | 1   | 13  | 16  | 7   | 45  | 45  | 26  | 0   | 20  |     |     |     | 36  | 100 | 36  | 80  | 0   | 60  | 11  | 16  | 557  |
| 8.   | Martin Koch           | 24  |     |     |   |   | 24  | 36  | 29  | 26  | 22  | 13  | 32  | 60  | 50  | 32  | 60  |     |     | 45  | 24  |     | 5   | 9   | 14  | 40  | 545  |
| 9.   | Bjoern Einar Romoeren | 100 | 14  | 0   |   |   | 45  | 40  | 80  | 0   | 32  | 24  | 18  | 24  | 8   |     |     | 32  | 18  | 0   | 8   | 6   |     |     | 32  | 36  | 517  |
| 10.  | Robert Kranjec        | 1   | 45  | 18  |   |   | 2   | 0   | 9   | 15  | 2   | 16  | 11  | 100 | 80  |     |     | 11  | 22  | 80  | 32  |     | 9   | 32  | 4   | 14  | 503  |
| 11.  | Janne Ahonen          | 0   | 29  |     |   |   | 15  | 20  | 26  | 80  | 40  | 60  | 80  | 29  | 22  |     |     | 36  | 29  | 24  |     |     | 4   |     |     |     | 494  |
| 12.  | Michael Uhrmann       | 50  | 16  | 26  |   |   | 10  | 7   | 45  | 0   | 0   | 22  | 20  | 18  | 24  |     |     | 29  | 20  | 29  | 29  | 26  | 40  | 0   | 13  | 0   | 424  |
| 13.  | David Zauner          |     |     |     |   |   |     |     |     |     |     |     |     |     |     | 29  | 29  | 40  | 40  | 22  | 45  | 32  | 26  | 40  | 50  | 50  | 403  |
| 14.  | Harri Olli            | 0   | 50  | 80  |   |   | 36  | 4   | 7   | 14  | 16  | 7   | 24  | 0   | 60  |     |     | 1   | 0   | 0   | 0   |     | 36  | 13  | 8   | 11  | 367  |
| 15.  | Emmanuel Chedal       | 13  | 20  | 60  |   |   | 32  | 18  | 20  | 0   | 13  | 10  | 14  | 15  | 9   |     |     | 10  | 9   | 15  |     | 15  | 10  | 36  | 36  | 10  | 365  |
| 16.  | Daiki Ito             | 29  | 0   |     |   |   | 40  | 45  | 60  | 18  | 7   | 20  | 5   |     |     | 60  | 40  |     |     |     |     |     | 20  | 0   | 7   | 8   | 359  |
| 17.  | Kaszai Noriaki        | 26  | 0   | 1   |   |   | 20  | 16  | 0   | 20  | 20  | 29  | 12  |     |     | 40  | 80  |     |     |     |     |     | 24  | 15  | 29  | 12  | 344  |
| 18.  | Johan Remen Evensen   | 32  | 0   | 24  |   |   | 7   | 9   | 8   | 26  | 36  | 9   | 0   | 26  | 29  |     |     | 14  | 13  | 60  |     | 20  |     |     | 24  | 0   | 337  |
| 19.  | Pascal Bodmer         | 80  | 18  | 45  |   |   | 6   | 24  | 15  | 22  | 15  | 32  | 29  | 10  | 11  |     |     | 0   | 8   |     | 11  | 10  |     | 0   |     |     | 336  |
| 20.  | Michael Neumayer      | 16  | 0   | 0   |   |   | 11  | 0   | 6   | 0   | 14  | 0   | 22  | 13  | 10  | 13  | 36  |     |     | 20  | 26  | 60  | 32  | 6   | 0   | 0   | 285  |

|  | = Négysáncverseny |

|  | = Északi-turné |

| - 1: Kuusamo (2009. november 28.) - 2: Lillehammer (2009. december 5.) - 3: Lillehammer (2009. december 6.) - 4: Harrachov (2009. december 12.) - elmaradt - 5: Harrachov (2009. december 13.) - elmaradt - 6: Engelberg (2009. december 18.) - 7: Engelberg (2009. december 19.) - 8: Engelberg (2009. december 20.) - 9: Oberstdorf (2009. december 29.) | - 10: Garmisch-Partenkirchen (2010. január 1.) - 11: Innsbruck (2010. január 3.) - 12: Bischofshofen (2010. január 6.) - 13: Tauplitz (2010. január 9.) - 14: Tauplitz (2010. január 10.) - 15: Szapporo (2010. január 16.) - 16: Szapporo (2010. január 17.) - 17: Zakopane (2010. január 22.) | - 18: Zakopane (2010. január 23.) - 19: Oberstdorf (2010. január 31.) - 20: Klingenthal (2010. február 3.) - 21: Willingen (2010. február 6.) - 22: Lahti (2010. március 7.) - 23: Kuopio (2010. március 9.) - 24: Lillehammer (2010. március 12.) - 25: Oslo (2010. március 14.) |

## Csapat világkupa

### Kuusamo
HS142
2009. november 27.
| Hely | Név                   | Nemzetiség  | 1. (m) | 2. (m) | Pontszám |
| ---- | --------------------- | ----------- | ------ | ------ | -------- |
| 1.   | Wolfgang Loitzl       | Ausztria    | 137,5  | 144,5  | 1113,6   |
| 1.   | Andreas Kofler        | Ausztria    | 134,5  | 129,0  | 1113,6   |
| 1.   | Gregor Schlierenzauer | Ausztria    | 142,5  | 112,0  | 1113,6   |
| 1.   | Thomas Morgenstern    | Ausztria    | 130,5  | 139,0  | 1113,6   |
| 2.   | Michael Uhrmann       | Németország | 134,0  | 137,0  | 1099,2   |
| 2.   | Michael Neumayer      | Németország | 132,0  | 130,5  | 1099,2   |
| 2.   | Pascal Bodmer         | Németország | 138,5  | 135,0  | 1099,2   |
| 2.   | Martin Schmitt        | Németország | 134,0  | 123,0  | 1099,2   |
| 3.   | Matti Hautamäki       | Finnország  | 124,0  | 138,0  | 1058,0   |
| 3.   | Kalle Keituri         | Finnország  | 122,5  | 124,5  | 1058,0   |
| 3.   | Harri Olli            | Finnország  | 134,5  | 125,0  | 1058,0   |
| 3.   | Janne Ahonen          | Finnország  | 134,0  | 140,0  | 1058,0   |

### Oberstdorf
HS213
2010. január 30.
| Hely | Név                   | Nemzetiség | 1. (m) | 2. (m) | Pontszám |
| ---- | --------------------- | ---------- | ------ | ------ | -------- |
| 1.   | Martin Koch           | Ausztria   | 214,5  | 206,5  | 1560,4   |
| 1.   | Andreas Kofler        | Ausztria   | 211,0  | 196,5  | 1560,4   |
| 1.   | Wolfgang Loitzl       | Ausztria   | 187,5  | 206,0  | 1560,4   |
| 1.   | Gregor Schlierenzauer | Ausztria   | 203,5  | 169,5  | 1560,4   |
| 2.   | Johan Remen Evensen   | Norvégia   | 211,0  | 209,0  | 1539,2   |
| 2.   | Tom Hilde             | Norvégia   | 187,5  | 185,0  | 1539,2   |
| 2.   | Anders Jacobsen       | Norvégia   | 197,5  | 217,5  | 1539,2   |
| 2.   | Bjoern Einar Romoeren | Norvégia   | 190,5  | 203,5  | 1539,2   |
| 3.   | Matti Hautamäki       | Finnország | 201,5  | 205,5  | 1505,3   |
| 3.   | Kalle Keituri         | Finnország | 202,5  | 194,0  | 1505,3   |
| 3.   | Janne Ahonen          | Finnország | 197,5  | 195,0  | 1505,3   |
| 3.   | Harri Olli            | Finnország | 183,5  | 212,5  | 1505,3   |

### Willingen
HS145
2010. február 7.
| Hely | Név                   | Nemzetiség  | 1. (m) | 2. (m) | Pontszám |
| ---- | --------------------- | ----------- | ------ | ------ | -------- |
| 1.   | Michael Neumayer      | Németország | 138,5  | 136,5  | 965,5    |
| 1.   | Pascal Bodmer         | Németország | 124,0  | 133,5  | 965,5    |
| 1.   | Martin Schmitt        | Németország | 131,5  | 139,5  | 965,5    |
| 1.   | Michael Uhrmann       | Németország | 141,5  | 141,5  | 965,5    |
| 2.   | Johan Remen Evensen   | Norvégia    | 131,0  | 133,0  | 959,6    |
| 2.   | Tom Hilde             | Norvégia    | 133,0  | 138,0  | 959,6    |
| 2.   | Anders Jacobsen       | Norvégia    | 141,0  | 145,0  | 959,6    |
| 2.   | Bjoern Einar Romoeren | Norvégia    | 132,0  | 130,0  | 959,6    |
| 3.   | Florian Schabereiter  | Ausztria    | 127,5  | 132,0  | 937,1    |
| 3.   | Michael Hayboeck      | Ausztria    | 139,5  | 141,5  | 937,1    |
| 3.   | Stefan Thurnbichler   | Ausztria    | 122,5  | 126,5  | 937,1    |
| 3.   | David Zauner          | Ausztria    | 139,5  | 142,0  | 937,1    |

### Lahti
HS130
2010. március 6.
- A második sorozatot az erős szél miatt törölték.

| Hely | Név                | Nemzetiség  | 1. (m) | 2. (m) | Pontszám |
| ---- | ------------------ | ----------- | ------ | ------ | -------- |
| 1.   | Anders Bardal      | Norvégia    | 123,0  |        | 486,6    |
| 1.   | Roar Ljøkelsøy     | Norvégia    | 122,5  |        | 486,6    |
| 1.   | Tom Hilde          | Norvégia    | 116,0  |        | 486,6    |
| 1.   | Anders Jacobsen    | Norvégia    | 121,5  |        | 486,6    |
| 2.   | Wolfgang Loitzl    | Ausztria    | 113,5  |        | 483,6    |
| 2.   | Martin Koch        | Ausztria    | 121,0  |        | 483,6    |
| 2.   | Andreas Kofler     | Ausztria    | 116,0  |        | 483,6    |
| 2.   | Thomas Morgenstern | Ausztria    | 120,5  |        | 483,6    |
| 3.   | Michael Uhrmann    | Németország | 120,5  |        | 457,7    |
| 3.   | Martin Schmitt     | Németország | 106,0  |        | 457,7    |
| 3.   | Andreas Wank       | Németország | 115,5  |        | 457,7    |
| 3.   | Michael Neumayer   | Németország | 124,0  |        | 457,7    |

### Nemzetek Kupája állása
| Hely | Nemzet        | Pont |
| ---- | ------------- | ---- |
| 1.   | Ausztria      | 6858 |
| 2.   | Norvégia      | 3117 |
| 3.   | Németország   | 2884 |
| 4.   | Finnország    | 2093 |
| 5.   | Svájc         | 1910 |
| 6.   | Lengyelország | 1806 |
| 7.   | Szlovénia     | 1504 |
| 8.   | Japán         | 1412 |
| 9.   | Csehország    | 981  |
| 10.  | Franciaország | 524  |

## Külső hivatkozások
- A síugró világkupa menetrendje